# Налдемедин
Налдемедин — лекарственный препарат для лечения запоров, вызванных приёмом опиоидов. Одобрен для применения: Япония, EU, США (2017).

## Механизм действия
Антагонист μ-опиоидных рецепторов периферического действия.

## Показания
Запоры, вызванные приёмом опиоидов..

## Противопоказания
- обструкция кишечника
- Гиперчувствительность

## Способ применения
1 раз в день.